# شوکو هایدا
شوکو هایدا (انگلیسی: Shoko Haida؛ زادهٔ ۲۵ مارس ۱۹۷۹) خوانندگی، بازیگر، ''tarento'' اهل ژاپن است.